# 김디에나
김 디에나(본명: 디애나 용 헨드릭슨, 영어: Deanna Yong Hendrickson, 1987년 7월 19일 ~ )는 대한민국의 前 모델이자 前 가수이다. 파충류 농장을 경영하는 스패니시 아이리시 동화계(同化系) 미국인 아버지와 한국인 어머니 사이로부터 미국 뉴욕주 올버니에서 태어난 김 디에나는 2002년 1월, SBS TV 동물농장 출연후 파충류 소녀로 인기를 불러모은 뒤 광고, CF 모델과 방송 진행자로도 활동했으며 2005년 12월에는 아시안 러브라는 그룹을 결성해 가수로서도 활약하기도 했다.
2011년 환상극장을 출연을 마지막으로 연예계를 은퇴했고, 현재는 마포구에서 빈티지 쥬얼리숍을 운영하고 있다.

## 출연작
방송
- SBS 《TV 동물농장》
- MBC 《무한情 미소천사》
- MBC 《만원의 행복》
- MBC 드라마넷 《MT왕》 (2008년)

드라마
- 2004년 SBS 《소풍가는 여자》 - 쏘냐 역
- 2005년 KBS2 《사랑도 리필이 되나요?》

영화
- 2011년 《환상극장》 - 아리아드네 역

CF
- 롯데제과
- LG 사이언
- 전자랜드
- K-SWISS
- LG생활건강 헤르시나
- 카시오 전자사전
- 레모나D

잡지
- 엘르, 보그걸, 세븐틴, 에꼴, 쎄씨, 신디더퍼키 등 다수...

뮤직비디오
- 신화 - 너의 결혼식 (2002년)
- 아시안 러브 - 당신은 사랑받기 위해 태어난 사람 (2005년)
- 가온코스메틱 신생브랜드 CARE:NEL 까레넬 와송 모델 활동 (2012년)

## 앨범
- 아시안 러브 싱글 1집 《AZIAN LOVE》(2005년)
- 아시안 러브 싱글 2집 《Temptation》(2006년)

## 가족 관계
- 언니 : 송미선 (1980년 ~ )

## 같이 보기
- 제니퍼 클라이드(Jennifer Clyde)
- 리사 켈리(Lisa Kelley)
- 제니퍼 영 위스너(Jennifer Young Wisner)
- 리아(Leah Kim Thompson)
- 티아(Tia Hwang Cuevas)